# Duílio Bernardi
Duílio Bernardi (Porto Alegre, 15 de agosto de 1888 — ) foi um engenheiro e professor brasileiro.

## Biografia
Filho do imigrante Paolino Bernardi, estudou em Pisa e na Real Escola de Engenharia de Roma, onde formou-se engenheiro, em 1914 e estudou arquitetura. Depois retornou ao Rio Grande do Sul, onde foi convidado a ser professor na Escola de Engenharia.
Projetou o Viaduto Otávio Rocha, em 1927, em conjunto com o Manoel Barbosa Assumpção Itaqui. Foi professor da Escola de Engenharia da UFRGS, lente da disciplina de pontes e estabilidade das construções, em 1968 foi declarado professor emérito da UFRGS. Foi um dos autores do Manual do Engenheiro Globo, de 7 volumes.
Foi presidente da sociedade italiana Dante Alighieri, na qual, em 1934, se envolveu em uma polêmica com o cônsul italiano, Mario Carli.